# Los niños de Hiroshima
Los niños de Hiroshima (原爆の子 Gembaku no ko?, lit. "Los niños de la bomba atómica") es una película dramática japonesa de 1952 dirigida por Kaneto Shindō. Participó en el Festival de Cine de Cannes de 1953.

## Trama
Takako Ishikawa (Nobuko Otowa) es una maestra en una isla en el mar interior enfrente a la costa de la Hiroshima de posguerra. Durante sus vacaciones de verano, toma el transbordador a su ciudad natal, Hiroshima, para visitar las tumbas de sus padres y su hermana menor, que murieron en el bombardeo atómico . Ve a un mendigo y lo reconoce como Iwakichi (Osamu Takizawa), un antiguo sirviente de sus padres, ahora quemado en la cara y parcialmente ciego. Ella lo sigue hasta su pobre choza, donde lo cuida una mujer que vive al lado, y le pregunta por su familia. Con su esposa, su hijo y su nuera muertos, el único pariente sobreviviente de Iwakichi es su nieto Tarō, que vive en un orfanato. Takako visita el orfanato y descubre que los niños apenas tienen suficiente para comer. Ella se ofrece a llevarse a Iwakichi y a su nieto con ella, pero Iwakichi se niega y huye.
Takako va a visitar a Natsue Morikawa, una ex colega en el jardín de infantes donde solía enseñar, y ahora partera. Natsue se ha vuelto estéril como consecuencia de la bomba y planea, con su esposo,  adoptar un niño. Natsue y Takako visitan el jardín de infantes, que ahora está destruido, y Takako decide visitar a los niños.
El padre del primer niño al que visita, Sanpei, se ha enfermado repentinamente debido a una enfermedad relacionada con la radiación y muere justo antes de que ella llegue. Otro de los niños tiene una enfermedad terminal y se está muriendo en una iglesia, donde se reúnen muchas personas con heridas relacionadas con la bomba.
Después de pasar la noche en la casa de Natsue, ella va a visitar a otro niño, Heita. Su hermana (Miwa Saitō), que tiene una pierna lesionada, está a punto de casarse y Takako cena con ella. Habla con el hermano mayor de Heita, Kōji (Jūkichi Uno), sobre las personas que murieron o resultaron heridas en la guerra.
Ella regresa a la casa de Iwakichi y le pide nuevamente que la deje llevar a Tarō de regreso a la isla. Al principio se niega, pero luego su vecino lo convence de que deje que Takako se encargue de Tarō. Tarō, sin embargo,  todavía se niega a dejar a su abuelo. La última noche antes de la partida de Takako, Iwakichi invita a Tarō a comer, le da zapatos nuevos que le compró y lo envía a Takako con una carta. Luego prende fuego a su casa. Sobrevive inicialmente al fuego, pero sufre graves quemaduras y finalmente muere. Tarō deja Hiroshima junto con Takako, llevando las cenizas de su abuelo.

## Elenco
- Nobuko Otowa como Takako Ishikawa
- Osamu Takizawa como Iwakichi
- Miwa Saito como Natsue Morikawa
- Tsuneko Yamanaka de niño
- Hideji Ōtaki como hombre Nagaya
- Takashi Itō como Taro
- Chikako Hosokawa como Setsu, la madre de Takako
- Masao Shimizu como Toshiaki, el padre de Takako
- Yuriko Hanabusa como Oine
- Tanie Kitabayashi como Otoyo
- Tsutomu Shimomoto como el esposo de Natsue
- Eijiro Tono
- Taiji Tonoyama como propietario de un barco
- Jūkichi Uno como Kōji

## Producción
La película fue encargada por el Sindicato de maestros de Japón y se basó en testimonios en primera persona recogidos por el educador japonés Arata Osada, editados en el libro de 1951 Niños de la bomba atómica. El fin de la ocupación de Japón en la posguerra por parte de las fuerzas estadounidenses permitió la producción de obras que abordaban los bombardeos atómicos de Hiroshima y Nagaski.

## Recepción
La película fue exitosa en Japón en su lanzamiento inicial y tuvo su estreno internacional en el Festival de Cine de Cannes de 1953, pero el Sindicato de maestros de Japón, que había encargado la película, criticó su visión "extraña" de la devastación física y personal del bombardeo y especialmente la falta de una clara crítica política y social, concentrándose en cambio en las historias de unos pocos individuos. El sindicato encargó luego otra película, Hiroshima (estrenada en 1953), del director Hideo Sekigawa, que fue mucho más gráfica en su descripción de las secuelas del bombardeo y mucho más crítica con los líderes estadounidenses y japoneses que habían provocado el desastre.
En 1959, el historiador de cine Donald Richie percibió una gran debilidad en la película, su "acoplamiento del naturalismo más realista con un sentimentalismo verdaderamente excesivo", pero enfatizó que "mostraba las secuelas de la bomba sin ninguna polémica viciosa".
Los niños de Hiroshima recibió críticas positivas en su debut estadounidense en 2011. En una reseña de la película, donde también comenta sobre su lugar en la carrera de Kaneto Shindō, el crítico de The New York Times A. O. Scott comenta: "Shindo combina austeridad y sensualidad con un efecto conmovedor, a veces fascinante. La belleza de las composiciones de Los niños de Hiroshima (la claridad del enfoque, el elegante equilibrio dentro de los encuadres) proporciona un cierto alivio a la siniestra situación de su tema. […] Contempla la experiencia de guerra de Japón con pesar, en lugar de indignación".
En The Village Voice, J. Hoberman lo llamó "un melodrama sombrío" que carece de sutileza pero tiene "la capacidad de herir". El estudioso del cine Alexander Jacoby resumió: "sigue siendo una de las películas más conmovedoras de Shindo y un testimonio del espíritu contra la guerra que se arraigó en Japón después de su derrota".
El crítico y teórico de cine francés Andre Bazin escribió: “Los niños de Hiroshima es una meditación extraordinaria, una especie de poema realista sobre la singular tragedia de nuestro tiempo”, y añadió, “…realmente una gran película que también es – ¡ay! – una película de nuestro tiempo” 
La película tiene una puntuación de 86/100 en el sitio de agregación de reseñas Metacritic.

## Temas y análisis
La película conmemora el ataque con bomba atómica en Hiroshima y las tragedias que siguieron, que las fuerzas estadounidenses censuraron durante su ocupación de Japón que terminó meses antes del estreno de la película. La película recuerda a los hibakusha y destaca cómo fueron condenados al ostracismo en la sociedad japonesa, negándoseles trabajo debido a las lesiones visibles causadas por las bombas y la radiación. Sin embargo, la película también promueve el sentimiento de victimización de Japón a través de la tragedia de los ataques nucleares. Deja de lado las luchas de otros países asiáticos durante la guerra y cómo Japón también fue un victimario. Falta un contexto más amplio del Japón en tiempos de guerra dentro de la película, ya que representa a Japón como un lugar tranquilo y próspero antes de las bombas. La película muestra la victimización de Japón en escenas retrospectivas del bombardeo, donde los niños lloran sobre los cuerpos de sus madres muertas, lo que representa un vínculo de vida roto. El énfasis de la película en la destrucción que siguió al bombardeo resuena con los mensajes contra la guerra y a favor de la democracia de varios grupos de interés social, incluido el Sindicato de maestros de Japón.